# Guilherme Alvim Marinato
Guilherme Alvim Marinato, noto come Guilherme (Cataguases, 12 dicembre 1985), è un ex calciatore brasiliano naturalizzato russo, di ruolo portiere.

## Carriera

### Club

#### Atlético Paranaense
Nel 2005, ha debutta nel calcio professionistico con la casacca dell'Atlético Paranaense nella sconfitta fuori casa contro il Nacional Atlético Clube. Guilherme gioca in totale 18 partite di campionato e 3 partite della Coppa del Brasile con la maglia dell'Athl. Paranaense.

#### Lokomotiv Mosca
Nell'agosto del 2007, Guilherme firma un contratto di cinque anni con la Lokomotiv Mosca, diventando così il primo portiere brasiliano del campionato russo. Non è la prima scelta dell'allenatore, infatti non è il portiere titolare.
Nel 2009, Guilherme debutta per la squadra moscovita contro il Tom' Tomsk (0-0 pareggio casalingo), da allora è stato portiere titolare per la Lokomotiv. Nel 2010, Guilherme cambia il proprio numero di maglia da 85 a 1 e riesce a giocare tutte le 30 partite di campionato. Il 19 agosto 2010 debutta in UEFA Europa League contro il Losanna.
Nel febbraio 2013, Guilherme viene nominato capitano della Lokomotiv.

### Nazionale
Guilherme è nato e cresciuto in Brasile. Ha acquisito la cittadinanza russa e il 22 novembre 2015 è stato convocato dalla nazionale russa per le amichevoli contro la Lituania e la Francia.
Il 26 marzo 2016, sostituendo il collega esordiente Stanislav Kricjuk, è diventato il primo giocatore della nazionale russa naturalizzato da fuori dell'ex Unione Sovietica.
Viene convocato per gli Europei 2016 in Francia; tuttavia, non gioca alcuna partita.

## Statistiche

### Cronologia presenze e reti in nazionale
| Cronologia completa delle presenze e delle reti in nazionale ― Russia | Cronologia completa delle presenze e delle reti in nazionale ― Russia | Cronologia completa delle presenze e delle reti in nazionale ― Russia | Cronologia completa delle presenze e delle reti in nazionale ― Russia | Cronologia completa delle presenze e delle reti in nazionale ― Russia | Cronologia completa delle presenze e delle reti in nazionale ― Russia | Cronologia completa delle presenze e delle reti in nazionale ― Russia | Cronologia completa delle presenze e delle reti in nazionale ― Russia |
| Data                                                                  | Città                                                                 | In casa                                                               | Risultato                                                             | Ospiti                                                                | Competizione                                                          | Reti                                                                  | Note                                                                  |
| --------------------------------------------------------------------- | --------------------------------------------------------------------- | --------------------------------------------------------------------- | --------------------------------------------------------------------- | --------------------------------------------------------------------- | --------------------------------------------------------------------- | --------------------------------------------------------------------- | --------------------------------------------------------------------- |
| 26-3-2016                                                             | Mosca                                                                 | Russia                                                                | 3 – 0                                                                 | Lituania                                                              | Qual. Euro 2016                                                       | -                                                                     | 46’                                                                   |
| 1-6-2016                                                              | Innsbruck                                                             | Russia                                                                | 1 – 2                                                                 | Rep. Ceca                                                             | Amichevole                                                            | -2                                                                    | 46’                                                                   |
| 11-10-2018                                                            | Kaliningrad                                                           | Russia                                                                | 0 – 0                                                                 | Svezia                                                                | UEFA Nations League 2018-2019 - 1º turno                              | -                                                                     |                                                                       |
| 14-10-2018                                                            | Soči                                                                  | Russia                                                                | 2 – 0                                                                 | Turchia                                                               | UEFA Nations League 2018-2019 - 1º turno                              | -                                                                     |                                                                       |
| 21-3-2019                                                             | Bruxelles                                                             | Belgio                                                                | 3 – 1                                                                 | Russia                                                                | Qual. Euro 2020                                                       | -3                                                                    |                                                                       |
| 24-3-2019                                                             | Astana                                                                | Kazakistan                                                            | 0 – 4                                                                 | Russia                                                                | Qual. Euro 2020                                                       | -                                                                     |                                                                       |
| 8-6-2019                                                              | Saransk                                                               | Russia                                                                | 9 – 0                                                                 | San Marino                                                            | Qual. Euro 2020                                                       | -                                                                     |                                                                       |
| 11-6-2019                                                             | Nižnij Novgorod                                                       | Russia                                                                | 1 – 0                                                                 | Cipro                                                                 | Qual. Euro 2020                                                       | -                                                                     |                                                                       |
| 6-9-2019                                                              | Glasgow                                                               | Scozia                                                                | 1 – 2                                                                 | Russia                                                                | Qual. Euro 2020                                                       | -1                                                                    |                                                                       |
| 9-9-2019                                                              | Kaliningrad                                                           | Russia                                                                | 1 – 0                                                                 | Kazakistan                                                            | Qual. Euro 2020                                                       | -                                                                     |                                                                       |
| 10-10-2019                                                            | Mosca                                                                 | Russia                                                                | 4 – 0                                                                 | Scozia                                                                | Qual. Euro 2020                                                       | -                                                                     |                                                                       |
| 13-10-2019                                                            | Nicosia                                                               | Cipro                                                                 | 0 – 5                                                                 | Russia                                                                | Qual. Euro 2020                                                       | -                                                                     |                                                                       |
| 16-11-2019                                                            | San Pietroburgo                                                       | Russia                                                                | 1 – 4                                                                 | Belgio                                                                | Qual. Euro 2020                                                       | -4                                                                    |                                                                       |
| 12-11-2020                                                            | Chișinău                                                              | Moldavia                                                              | 0 – 0                                                                 | Russia                                                                | Amichevole                                                            | -                                                                     |                                                                       |
| 15-11-2020                                                            | Istanbul                                                              | Turchia                                                               | 3 – 2                                                                 | Russia                                                                | UEFA Nations League 2020-2021 - 1º turno                              | -3                                                                    |                                                                       |
| 18-11-2020                                                            | Belgrado                                                              | Serbia                                                                | 5 – 0                                                                 | Russia                                                                | UEFA Nations League 2020-2021 - 1º turno                              | -4                                                                    | 46’                                                                   |
| 1-9-2021                                                              | Mosca                                                                 | Russia                                                                | 0 – 0                                                                 | Croazia                                                               | Qual. Mondiali 2022                                                   | -                                                                     |                                                                       |
| 4-9-2021                                                              | Nicosia                                                               | Cipro                                                                 | 0 – 2                                                                 | Russia                                                                | Qual. Mondiali 2022                                                   | -                                                                     |                                                                       |
| 7-9-2021                                                              | Mosca                                                                 | Russia                                                                | 2 – 0                                                                 | Malta                                                                 | Qual. Mondiali 2022                                                   | -                                                                     |                                                                       |
| Totale                                                                |                                                                       | Presenze                                                              | 19                                                                    |                                                                       | Reti                                                                  | -17                                                                   |                                                                       |

## Palmarès

### Club

#### Competizioni statali
- Campionato Paranaense: 1

Atlético Paranaense: 2005

#### Competizioni nazionali
- Coppa di Russia: 4

Lokomotiv Mosca: 2014-2015, 2016-2017, 2018-2019, 2020-2021
- Campionato russo: 1

Lokomotiv Mosca: 2017-2018
- Supercoppa di Russia: 1

Lokomotiv Mosca: 2019